# Női 200 méteres mellúszás az 1958-as úszó-Európa-bajnokságon
Az 1958-as úszó-Európa-bajnokságon a női 200 méteres mellúszás selejtezőit szeptember 1-jén tartották. A döntőt szeptember 2-án rendezték. A versenyszámban 16-an indultak.
A magyar indulók, Kárpáti Vera és Uzdi Réka a selejtezőben kiestek.

## Rekordok
|            | Név          | Nemzet    | Idő    | Helyszín   | Dátum              |
| ---------- | ------------ | --------- | ------ | ---------- | ------------------ |
| Világcsúcs | Ada den Haan | Hollandia | 2:51,3 | Los Rhenen | 1957. augusztus 4. |

A versenyen új rekord született:
| Európa-bajnoki csúcs | döntő | Hollandia Ada den Haan | 2:52,0 | Budapest, Magyarország | szeptember 2. |

## Eredmény

### Selejtezők
| Helyezés | Futam | Név                 | Nemzet             | Idő    | Megj. |
| -------- | ----- | ------------------- | ------------------ | ------ | ----- |
| 1.       | 3     | Ada den Haan        | Hollandia          | 2:54,9 | Q     |
| 2.       | 1     | Wiltrud Urselmann   | NSZK               | 2:56,6 | Q     |
| 3.       | 1     | Eve Maurer          | Szovjetunió        | 2:57,1 | Q     |
| 4.       | 3     | Bärbel Walter       | NDK                | 2:57,3 | Q     |
| 5.       | 3     | Alla Kovalenko      | Szovjetunió        | 2:57,4 | Q     |
| 6.       | 2     | Anita Lonsbrough    | Egyesült Királyság | 3:00,0 | Q     |
| 7.       | 1     | Eleonore Lehmann    | NDK                | 3:00,7 | Q     |
| 8.       | 2     | Vinka Jeričević     | Jugoszlávia        | 3:01,0 | Q     |
| 9.       | 2     | Jacqueline Dyson    | Egyesült Királyság | 3:01,7 |       |
| 9.       | 1     | Colette Gossens     | Belgium            | 3:01,7 |       |
| 11.      | 3     | Christl Filippovits | Ausztria           | 3:02,8 |       |
| 12.      | 3     | Michele Pialat      | Franciaország      | 3:07,0 |       |
| 13.      | 1     | Kárpáti Vera        | Magyarország       | 3:07,4 |       |
| 14.      | 2     | Uzdi Réka           | Magyarország       | 3:07,8 |       |
| 15.      | 1     | Elena Zennaro       | Olaszország        | 3:08,9 |       |
| 16.      | 1     | Elżbieta Dobrzynska | Lengyelország      | 3:12,7 |       |

### Döntő
| Helyezés | Pálya | Név               | Nemzet             | Idő    | Megj. |
| -------- | ----- | ----------------- | ------------------ | ------ | ----- |
|          | 4     | Ada den Haan      | Hollandia          | 2:52,0 | ECR   |
|          | 7     | Anita Lonsbrough  | Egyesült Királyság | 2:53,5 |       |
|          | 5     | Wiltrud Urselmann | NSZK               | 2:53,8 |       |
| 4.       | 6     | Bärbel Walter     | NDK                | 2:55,5 |       |
| 5.       | 3     | Eve Maurer        | Szovjetunió        | 2:56,3 |       |
| 6.       | 1     | Eleonore Lehmann  | NDK                | 2:57,6 |       |
| 7.       | 2     | Alla Kovalenko    | Szovjetunió        | 2:59,0 |       |
| 8.       | 8     | Vinka Jeričević   | Jugoszlávia        | 3:00,4 |       |